# Săceni (okręg Teleorman)
Săceni – wieś w Rumunii, w okręgu Teleorman, w gminie Săceni. W 2011 roku liczyła 424 mieszkańców.